# テサロニケの信徒への手紙一
『テサロニケの信徒への手紙一』（テサロニケのしんとへのてがみ いち）は新約聖書中の一書。『テサロニケ人への第一の手紙』、『フェサロニカ人に達する前書』とも呼ばれる。『一テサロ』とも略される。テサロニケは現在のギリシャ第2の規模の都市「テッサロニキ」。5章からなる。
本書は使徒パウロの書簡の中でももっとも早い時期、おそらく紀元50年から52年の終わりまでに書かれたものであるとみなされている。キリスト教内の伝承から新約聖書学にいたるまで、この書簡の筆者がパウロであることを疑う意見はほとんどない。執筆の場所はコリントス（コリント）と推定される。
テサロニケにキリスト教を布教したのはパウロが最初であり、その教会も彼の設立になる。この書簡は、テモテがマケドニアからコリントのパウロのもとへ戻った後で、パウロが
テサロニケの教会の様子を知って書いたと考えられる（『使徒言行録』18:1-5、一テサロ3:6参照）。テモテの報告からパウロはテサロニケの教会が良い状態にあることを喜びつつも、自分の教えが間違ってとらえられていることにも気がついた。パウロはこの手紙によってそれらの誤りを正し、聖なるものになることを神が望んでいると重ねて強調する。
書簡全体を通してパウロは当地のキリスト教徒たちを激励している。パウロは彼らが信仰に生き、愛深い生活を送っていることを感謝し、彼らの疑問に答えている。たとえばキリスト以前の死者たちがキリストの再臨時に共によみがえることができるのかということである。キリストの再臨の時期については、その時期については確言しないものの、彼らの生存中に来るという前提にたって書いている。